# Llama I
 (octobre 2024).
Si vous disposez d'ouvrages ou d'articles de référence ou si vous connaissez des sites web de qualité traitant du thème abordé ici, merci de compléter l'article en donnant les références utiles à sa vérifiabilité et en les liant à la section « Notes et références ».
Le Llama I est un pistolet compact semi-automatique à simple action.
Fabriqué par la firme espagnole Llama Gabilondo y Cia SA, il fonctionne selon le système culasse non calée. Pistolet de calibre 32 ACP, c'est l'un des grands succès de la marque. Il a été produit à partir de 1933.
Ce pistolet était en dotation dans certains services administratifs espagnols. D'un port discret grâce à son encombrement réduit, sa munition en limite toutefois son efficacité à une fonction d'auto-défense, il ressemble au Colt 1911 en plus petit, n'a pas le même fonctionnement ni la poignée sécurité.
Une autre version, le LLAMA II, d'un calibre différent (380 ACP), a également été produit par la firme.

## Caractéristiques
- Calibre : 32 ACP
- Munition : 7,65 mm
- Alimentation : chargeur de 7 cartouches
- Poids (arme) : 652 g
- Longueur (arme)  : 160 mm
- Hauteur   (arme) : 110 mm
- Épaisseur (arme) : 27 mm
- Longueur (canon) : 86 mm
- Indicateur de chargement : non